# Conchita Barrecheguren
Maria Concepción Barrecheguren García (Granada, 27 de novembro de 1905 – Granada, 13 de maio de 1927), conhecida carinhosamente como Conchita Barrecheguren, foi uma jovem católica espanhola. Foi beatificada em 6 de maio de 2023 pela Igreja Católica.

## Biografia

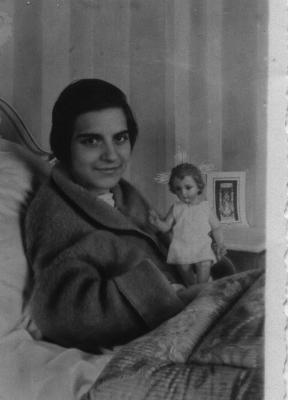
A beata Conchita Barrecheguren em sua cama, acompanhada de sua estátua do Menino Jesus

Maria Concepción Barrecheguren García nasceu em 27 de novembro de 1905, na cidade espanhola de Granada. Era filha única do casal Francisco Barrecheguren e Concha García, ambos de famílias abastadas e religiosas. Foi batizada em 8 de dezembro de 1905, na solenidade da Imaculada Conceição da Virgem Maria. Quando ela tinha pouco mais de um ano e meio, foi diagnosticada com enterocolite aguda, tanto que sua vida foi temida. A menina logo se recuperou, sendo o milagre atribuído a Nossa Senhora de Lourdes. Desde tenra idade, Conchita era conhecida por seus problemas de saúde, motivo pelo qual não frequentava a escola. Seu pai foi responsável por educá-la nos princípios sociais e catequéticos. A qualidade dos ensinamentos transmitidos pelo seu pai permitiu-lhe receber o Sacramento da Confirmação e a Primeira Comunhão.
Desde criança, Conchita quis levar uma vida religiosa consagrada. No entanto, doenças posteriores constituíram um obstáculo à sua adesão à vida monástica. Em 1917, ela foi diagnosticada com uma infecção intestinal, que lhe causou muitas dores e exigiu uma dieta especial. Conchita aceitou pacientemente a sua condição, vendo nela uma oportunidade para se entregar melhor a Deus.
Em 1924, ela foi acometida de uma doença mental herdada de sua mãe. Com a saúde frágil, foi internada no Sanatório de La Purissima, em Granada. Isolada da sociedade, era vista recorrendo frequentemente a Santa Teresinha de Lisieux. Enquanto estava hospitalizada, ela testemunhou sua fé orando e demonstrando confiança em Deus. Ela também costumava fazer crônicas de reportagens e escrever notas pessoais. Mesmo com a saúde debilitada, em agosto de 1926 fez uma peregrinação a Lisieux, quando contraiu tuberculose.
Buscando melhorar da nova doença que contraiu, mudou-se com os pais para o Carmine di San Valentino, em Alhambra, mas seu estado de saúde piorou. Os últimos meses de vida de Conchita foram marcados pela total dependência de cuidadores. Todos foram unânimes em relatar sua alegria e paciência quando estava doente. O resto da sua vida também foi marcado pelas muitas vezes em que recebeu a Eucaristia.
Conchita faleceu em 13 de maio de 1927, aos 22 anos, devido à tuberculose. Ela foi inicialmente sepultada no túmulo de sua família em Granada. Em 13 de maio de 1978, suas relíquias foram transladadas para o Carmelo de Conchita, em Alhambra, e desde 29 de novembro de 2007 estão sepultadas no Santuário Redentorista de Nossa Senhora do Perpétuo Socorro, em Granada.

## Beatificação
A causa de beatificação de Conchita Barreguren foi formalmente aberta em 15 de abril de 1946, concedendo-lhe o título de Serva de Deus. Um inquérito arquidiocesano sobre os seus escritos e testemunhos sobre a sua vida foi concluído em 1956 e enviado a Roma para o exame pela Congregação para as Causas dos Santos.
No dia 5 de maio de 2020, o Papa Francisco reconheceu as virtudes heroicas de Conchita, conferindo-lhe o título de Venerável. No mesmo dia, seu pai Francisco também foi declarado venerável. No dia 21 de maio de 2022 foi assinado decreto reconhecendo o milagre obtido por sua intercessão.
Em 6 de maio de 2023 foi beatificada na Catedral de Granada. Cerca de 2,5 mil fiéis compareceram à cerimônia. O celebrante escolhido para representar o Papa Francisco foi o Cardeal Marcello Semeraro, que a inscreveu na lista dos beatos da Igreja Católica.
Sua memória litúrgica é celebrada no dia 13 de maio.